# Cmentarz choleryczny na Krzyżownikach w Poznaniu
Cmentarz choleryczny na Krzyżownikach w Poznaniu – nieistniejący cmentarz dla ofiar cholery położony na terenie Krzyżownik w Poznaniu, przy ul. Słupskiej, mniej więcej naprzeciwko posesji pod numerem 95 (lasy zachodniego klina zieleni, niedaleko od wschodniego brzegu jeziora Kierskiego).

## Historia
Był to cmentarz, na którym grzebano ofiary kolejnych fal epidemii cholery nawiedzających Poznań i okolice. Powstał prawdopodobnie około 1831 (pierwotnie był przeznaczony dla mieszkańców Krzyżownik, ci jednak woleli być nadal grzebani w Kiekrzu). XIX wiek to czasy, kiedy miasto dotknęło siedem kolejnych fal choroby (1831, 1837, 1848, 1852, 1855, 1866, 1873). W 1831 epidemię zawlokły do Wielkopolski wojska rosyjskie, które ścigały powstańców listopadowych. Na odległość 22,5 kilometra od miasta rozciągnięto wówczas kordon sanitarny, obejmujący m.in. Krzyżowniki. Opuszczenie terenu było możliwe dopiero po dziesięciodniowej kwarantannie. Krzyżownicki cmentarz choleryczny figurował m.in. na mapach z 1894, 1898, 1936, a nawet na planie Poznania w 1949. Po tym czasie uległ splantowaniu pod szkółkę leśną. Nie pozostał po nim żaden ślad w terenie, poza jedną dość starą sosną, ale nie ma dowodów, by była ona w wieku nekropolii.
Według podziału działek cmentarz mógł mieć kształt kwadratu, o powierzchni ponad 3800 m².

## Upamiętnienie

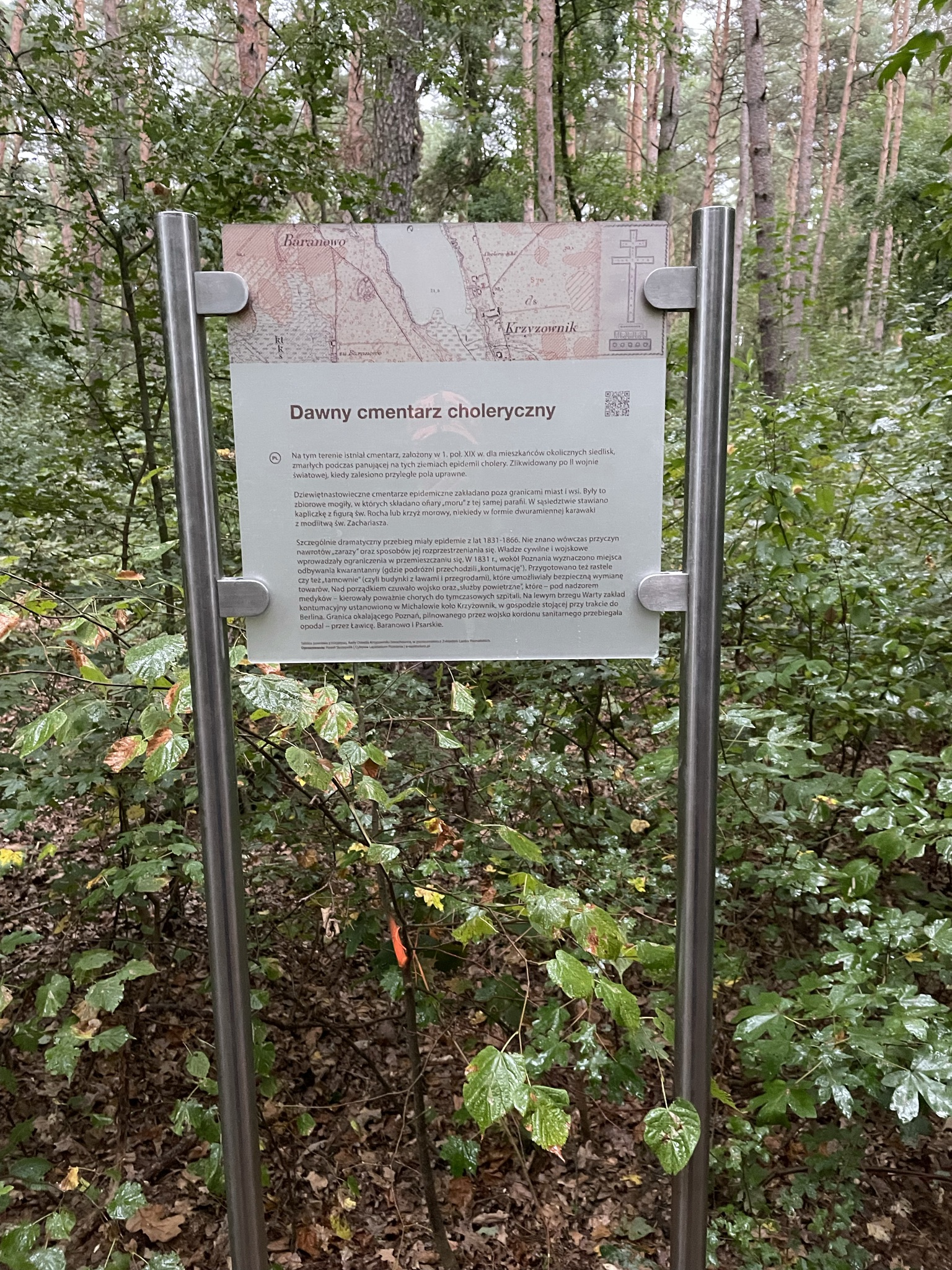
Tablica SIM "Dawny cmentarz choleryczny"

We wrześniu 2021 roku na dukcie leśnym biegnącym równolegle do ulicy Słupskiej miej więcej w połowie zachodniej granicy cmentarnej działki stanęła tablica historyczna Systemu Informacji Miejskiej (SIM). Jest to jedna z tablic, jakie upamiętniają dawnych mieszkańców Poznania i miejsca ich spoczynku w parkach miejskich, które powstały na terenie dawnych cmentarzy. 
Na tablicy znajduje się kod QR zawierający link do strony o cmentarzach epidemicznych, położonych w administracyjnych granicach Poznania. Tablica powstała z inicjatywy rady osiedla Krzyżowniki-Smochowice we współpracy z pasjonatami i zawodowymi historykami. Znalazła w się w swojej docelowej lokalizacji dzięki bardzo dobrej współpracy z Zakładem Lasów Poznańskich, czyli gospodarzem tego terenu.

## Inne lokalizacje
W Poznaniu inne lokalizacje cmentarzy cholerycznych to: przy drodze do Swarzędza, na Grochowych Łąkach, na Świętym Marcinie, a także w ogrodzie rodziny Mycielskich przy ulicy Półwiejskiej, gdzie również prowadzono tymczasowy szpital choleryczny. Także na Cmentarzu Zasłużonych Wielkopolan na Wzgórzu Świętego Wojciecha, polana pozbawiona nagrobków u podnóża wzniesienia stanowi pozostałość masowej mogiły ofiar epidemii cholery z lat: 1831, 1837, 1848, 1852, 1855, 1863 i 1873. Innym miejscem pochówku jest też porośnięty drzewami kopiec na terenie fabryki Volkswagena w Antoninku.